# Kuhfluchtwasserfälle
Die Kuhfluchtwasserfälle sind eine Gruppe von drei Wasserfällen oberhalb von Farchant bei Garmisch-Partenkirchen in Bayern.
Die drei Fallstufen summieren sich auf ca. 270 m und gehören somit zu den höchsten in Deutschland.
Ein Hinweisschild erklärt den Namen folgendermaßen:
„Der Name Kuhflucht leitet sich wahrscheinlich von den Römern ab: confluctum, der Zusammenfluss dieses Baches mit der Loisach. Das Wasser stammt vom Plateau zwischen Krottenkopf und Simetsberg und entspringt mehreren Karstquellen im Plattenkalk, deren Einzugsgebiet ca. 5 km² groß ist. Die Hauptquelle ist die Kuhfluchtquelle, die aus der 200 m hohen Abschlusswand des Kuhfluchtgrabens entspringt. (Wasserfall direkt aus der Wand, sichtbar von Partenkirchen kommend).“ Die Durchschnittsschüttung aller Quellen liegt bei etwa 1500 Litern pro Sekunde.
Wanderer können die Fälle am bequemsten von Farchant aus in einem gut einstündigen Fußmarsch erreichen.

## Geotop
Die Kuhfluchtquelle ist vom Bayerischen Landesamt für Umwelt als besonders wertvolles Geotop (Geotop-Nummer: 180Q002) ausgewiesen.

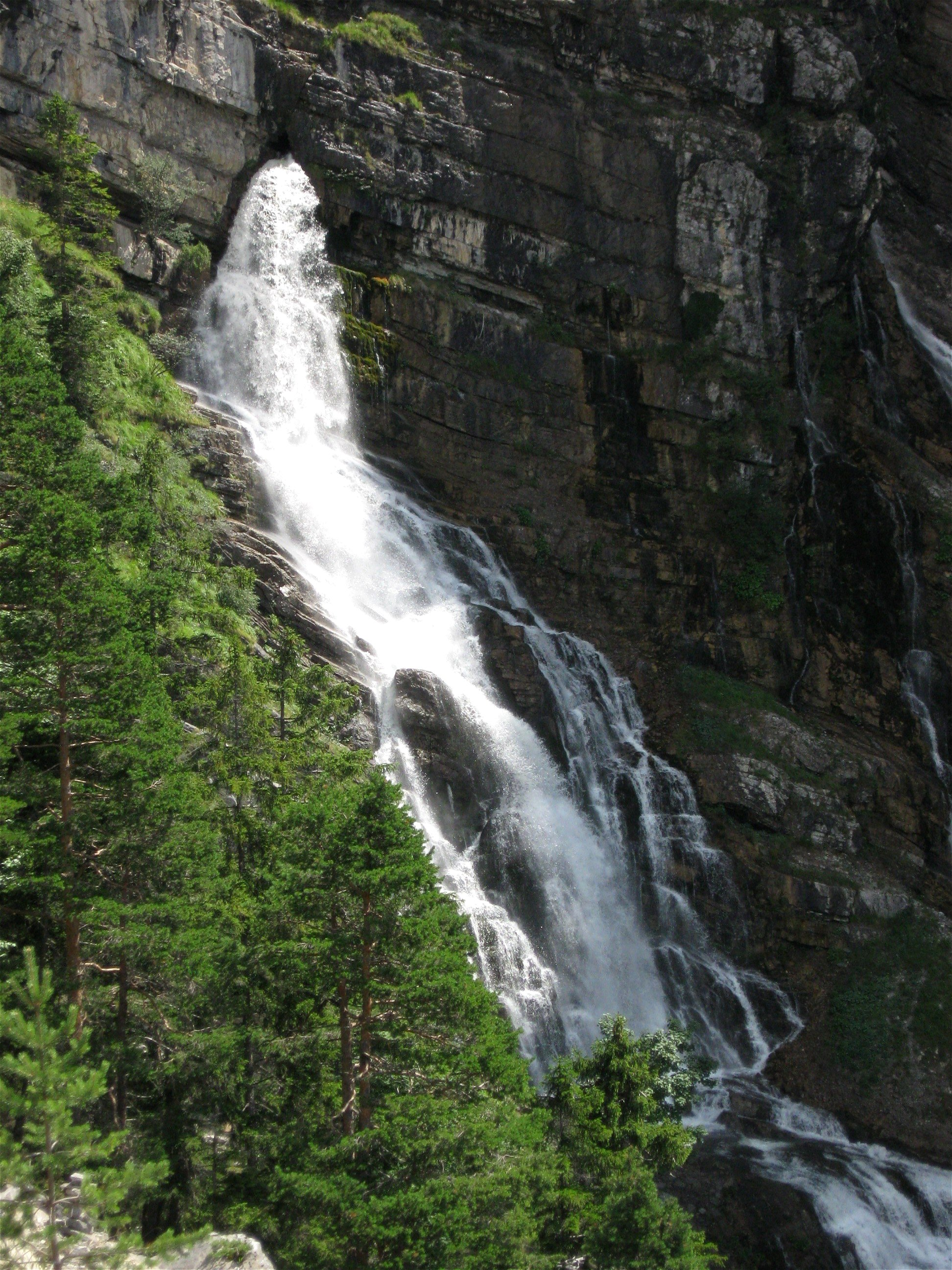
Oberer Wasserfall und Karstquelle
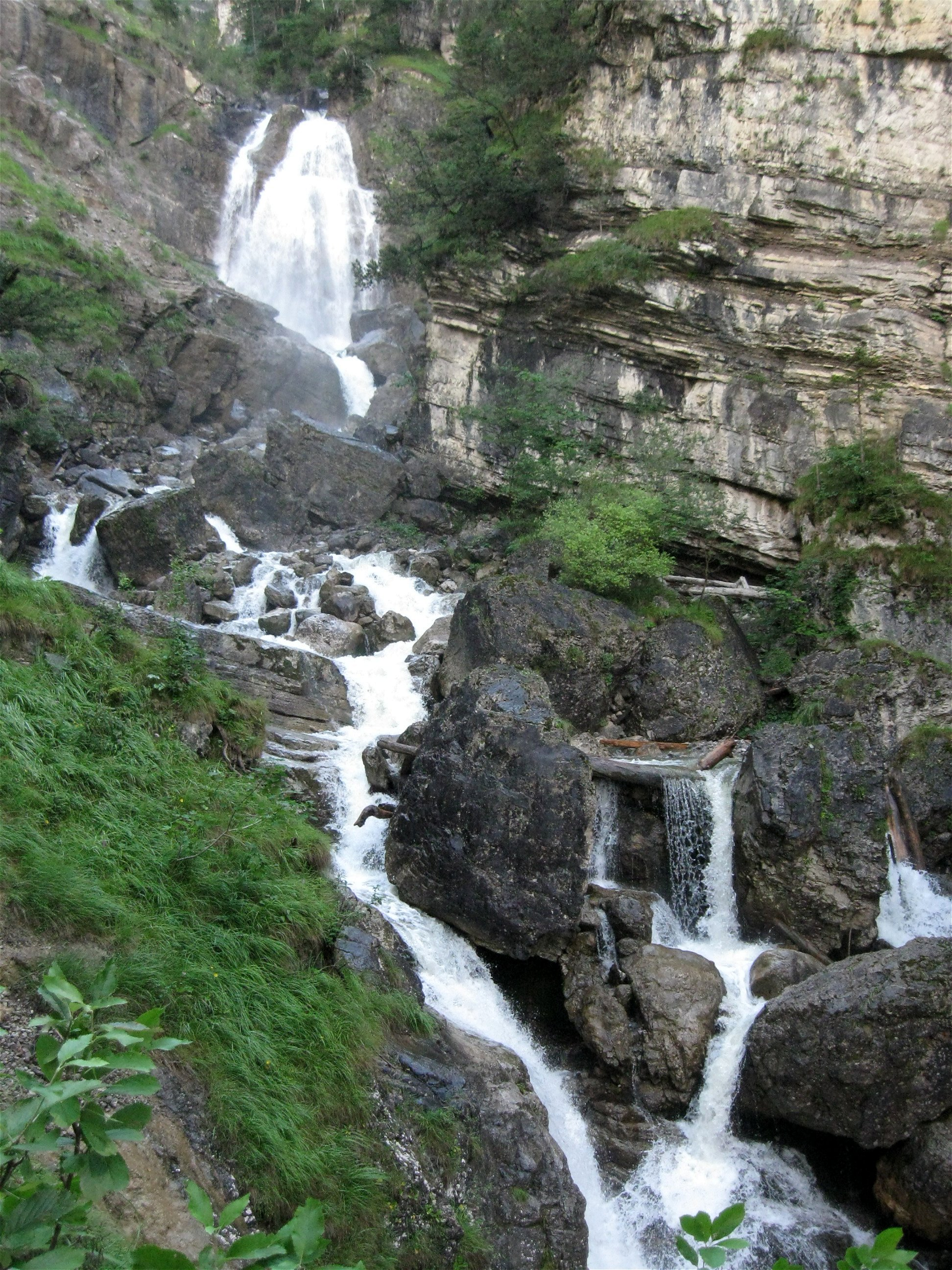
Mittlerer Wasserfall
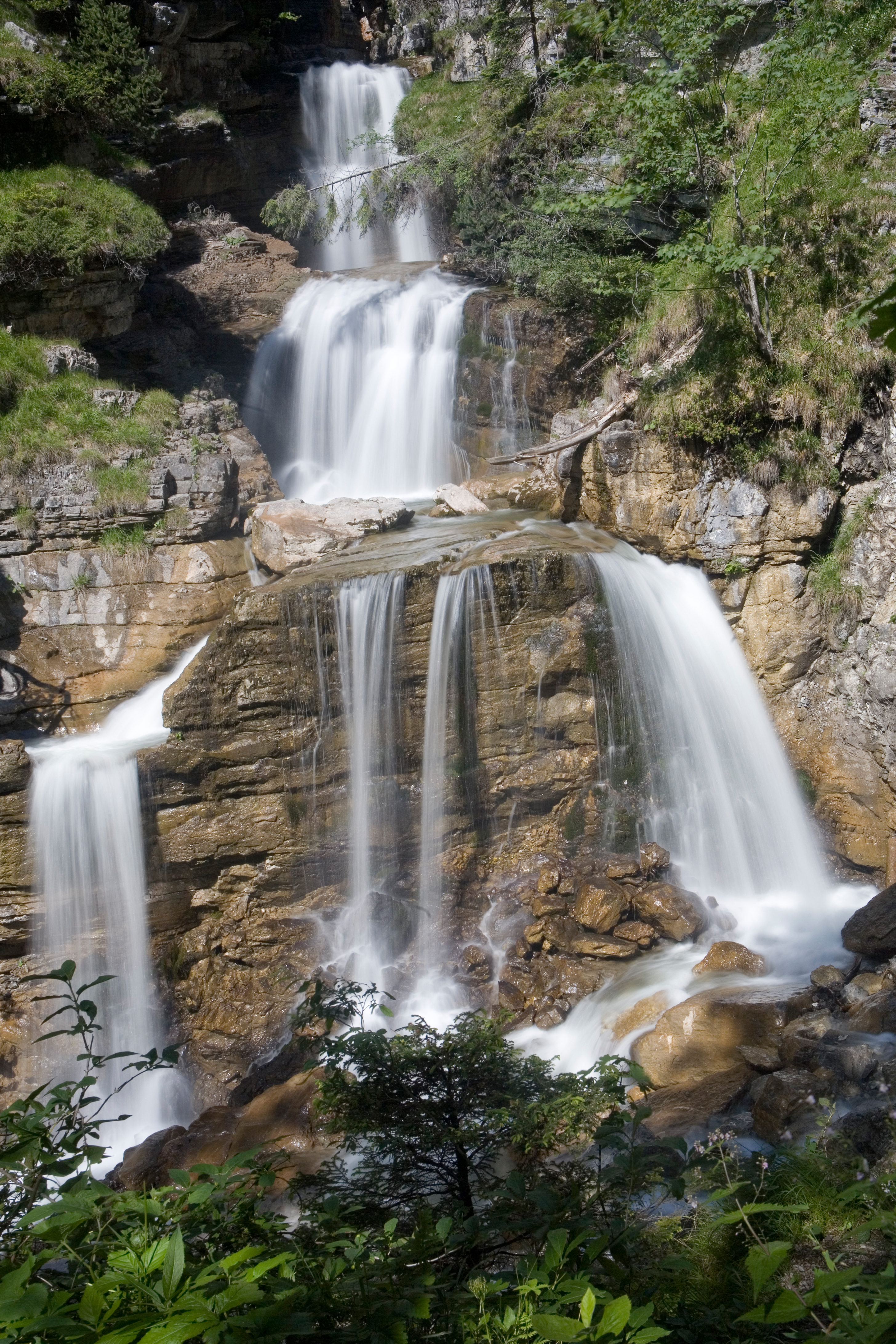
Unterer Wasserfall
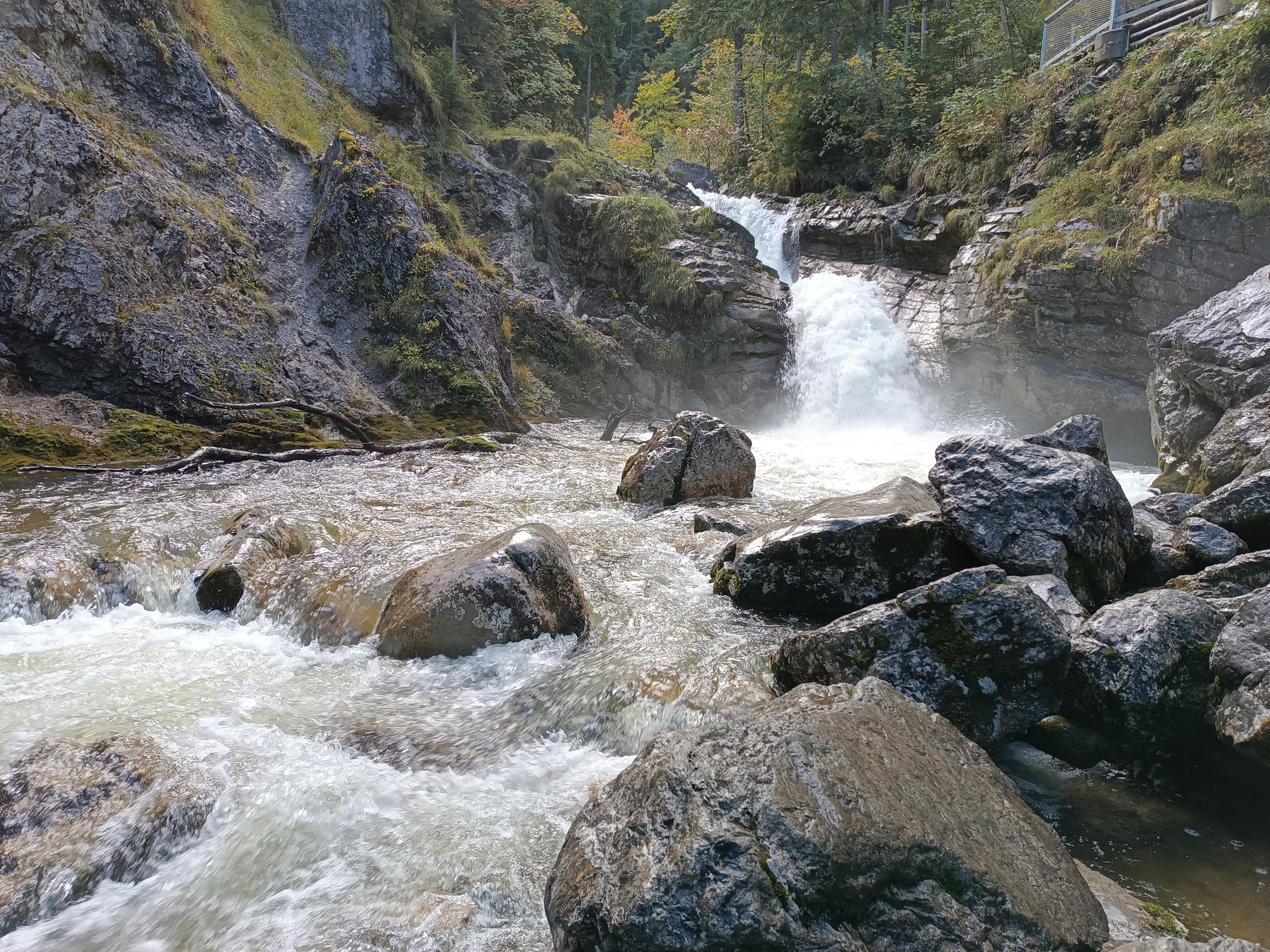
Kleiner Wasserfall zum untersten Becken